# Hagener Hütte

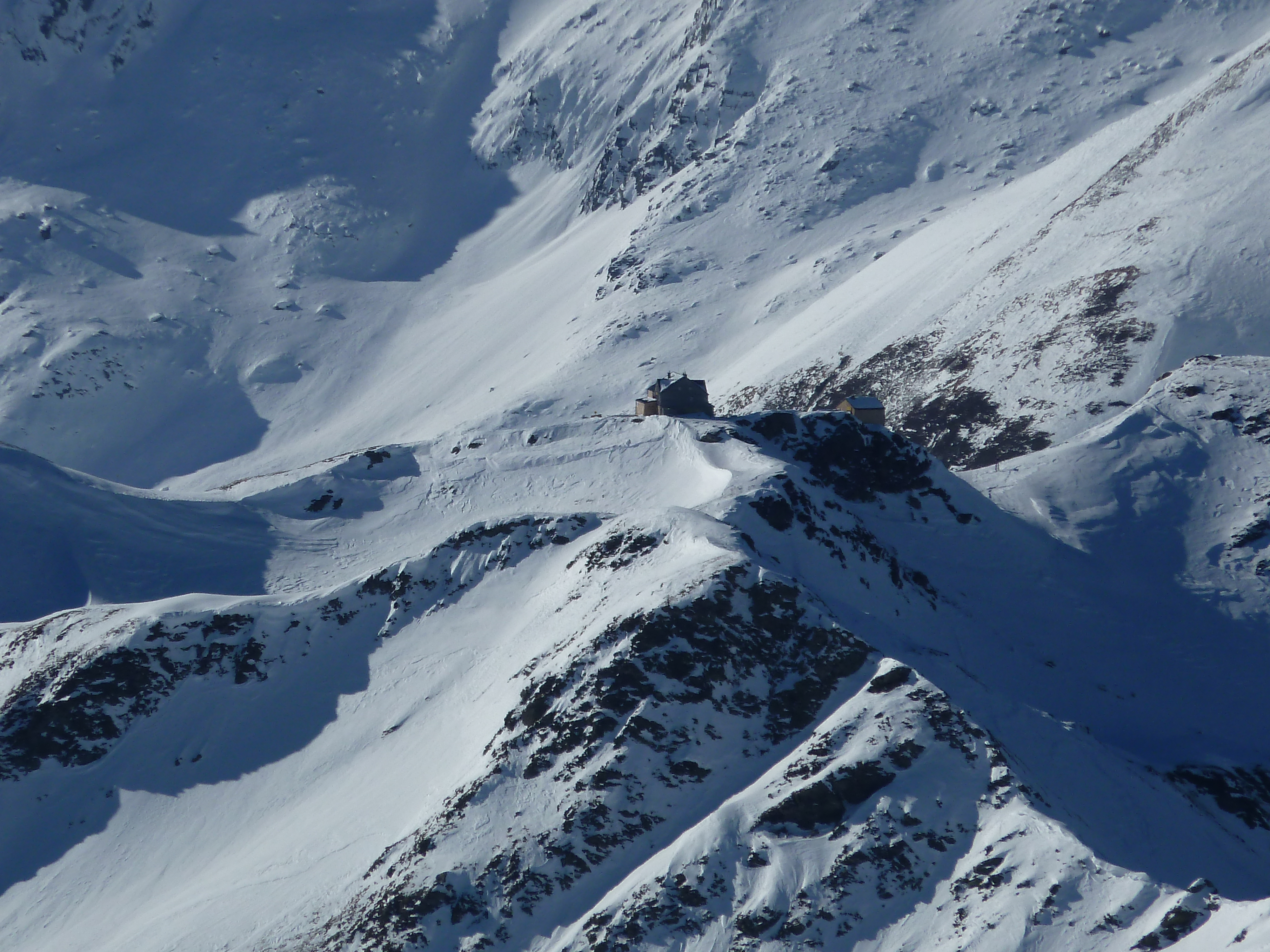
Blick vom Kreuzkogel auf die Hagener Hütte

Die Hagener Hütte ist eine Schutzhütte der Sektion Hagen des Deutschen Alpenvereins. Sie liegt auf 2446 m ü. A. Höhe in den Hohen Tauern zwischen Goldberg- und Ankogelgruppe im östlichen Teil des Nationalparks Hohe Tauern im Bundesland Kärnten, Österreich. Die Hütte liegt auf dem Mallnitzer Tauern, der den Übergang zwischen dem Mallnitzer Tauerntal (Kärnten) und dem Gasteiner Naßfeld (Salzburg) markiert.

## Geschichte
Der Hüttenstandort liegt an der Scheitelstelle eines alten Säumerpfades, der jedoch durch den Ausbau anderer Passstraßen und der Tauernbahn zum Bauzeitpunkt keine wirtschaftliche Bedeutung mehr hatte. Im Juni 1911 wurde mit dem Bau der Hagener Hütte begonnen, im August 1912 war das Haus fertig. Gebaut wurde es oberhalb des alten Tauernhauses mit Aussicht auf die Goldberg- und Ankogelgruppe.
Das Erdgeschoß ist aus gebrochenen Kalksteinen hergestellt; die Außenmauern sind 70 cm stark. Das aus einem Holzaufbau bestehende Ober- und Dachgeschoß ist gegen Wind und Wetter durch 2-fache Luftisolierung geschützt, außen mit Holzschindeln verkleidet und durch starke Anker mit dem Erdgeschoß-Mauerwerk verbunden.
Im Jahr 1999 und den darauffolgenden Jahren wurde die Hütte ausgebaut und modernisiert. Sie erhielt eine umweltfreundliche, biologische Abwasseranlage, eine neue Wasserversorgung und eine Photovoltaikanlage.

## Zugänge
- von Sportgastein (1575 m) durch das Nassfeld, Gehzeit: 3 Stunden
- von Mallnitz ab Parkplatz Jamnig Alm (1730 m), Gehzeit: 2½ Stunden
- von Böckstein (1127 m), Gehzeit: 4½ Stunden
- von Mallnitz ab Ortsmitte (1190 m), Gehzeit: 4 Stunden

## Tourenmöglichkeiten

### Übergänge zu Nachbarhütten
- Mindener Hütte (2428 m, Selbstversorgerhütte), Gehzeit: 3 Stunden
- Hannoverhaus (2565 m) über die Mindener Hütte und Korntauern (2476 m), mittelschwer, Gehzeit: 6 Stunden
- Duisburger Hütte (2572 m) über Feldseescharte (2712 m), Gehzeit: 5 Stunden

Bei der Hagener Hütte kreuzen sich die österreichischen Weitwanderwege Zentralalpenweg und Rupertiweg. Weiters ist die Hütte ein Etappenziel des Tauernhöhenweges.

### Gipfelbesteigungen
- Vorderer Geißlkopf (2974 m), mittelschwer, Gehzeit: 2½ Stunden
- Romatenspitze (2695 m), mittelschwer, Gehzeit: 2 Stunden

### Skitouren
- Mallnitz (Jamnig Alm)
- Übergang Duisburger Hütte
- Vorderer Geißlkopf (nur für Geübte)
- Romatenspitze

## Karten und Literatur
- Walter Mair: Wanderführer Glockner-Region., Bergverlag Rother, München 2008, ISBN 978-3-7633-4317-1